# Osea Vakatalesau
Osea Vakatalesau (ur. 15 stycznia 1986) – fidżyjski piłkarz grający na pozycji napastnika.

## Kariera klubowa
Karierę piłkarską Vakatalesau rozpoczął w klubie Lautoka FC. W 2004 roku zadebiutował w jego barwach w National Football League. Grał w nim w latach 2004–2005 i w 2005 roku wygrał Inter-District Championship.
W 2006 roku Vakatalesau przeszedł do drużyny Ba FC. W tym samym roku wywalczył z Ba mistrzostwo ligi Fidżi. W 2007 roku zwyciężył w Inter-District Championship, a także w zawodach Battle of the Giants i zdobył Puchar Fidżi.
W połowie 2007 roku Vakatalesau został piłkarzem nowozelandzkiego YoungHeart Manawatu, gdzie grał z rodakiem Penim Finau. W New Zealand Football Championship zadebiutował 4 listopada 2007 roku w przegranym 1:3 domowym meczu z Auckland City FC. W lidze Nowej Zelandii rozegrał 13 spotkań i nie strzelił gola, a w meczu z Waitakere United (1:3) otrzymał czerwoną kartkę.
W 2008 roku Vakatalesau wrócił do Ba FC. Pod koniec roku wygrał rozgrywki ligowe oraz zdobył kolejny puchar kraju.

## Kariera reprezentacyjna
W reprezentacji Fidżi Vakatalesau zadebiutował w 2005 roku. W 2007 roku był królem strzelców Igrzysk Południowego Pacyfiku. W eliminacjach do Mistrzostw Świata w RPA strzelił 12 goli, w tym 5 przeciwko Tuvalu (16:0). Był najskuteczniejszym graczem eliminacji wszystkich kontynentów.